# 1972-es wimbledoni teniszbajnokság
Az 1972-es wimbledoni teniszbajnokság az év harmadik Grand Slam-tornája, a wimbledoni teniszbajnokság 86. kiadása volt, amelyet június 26–július 9. között rendeztek meg. A férfiaknál az amerikai Stan Smith, nőknél a szintén amerikai Billie Jean King nyert.

## Döntők

### Férfi egyes
Stan Smith –  Ilie Năstase, 4–6, 6–3, 6–3, 4–6, 7–5

### Női egyes
Billie Jean King –  Evonne Goolagong, 6–3, 6–3

### Férfi páros
Bob Hewitt /  Frew McMillan –  Stan Smith /  Erik van Dillen, 6–2, 6–2, 9–7

### Női páros
Billie Jean King /  Betty Stöve –  Judy Tegart /  Françoise Durr, 6–2, 4–6, 6–3

### Vegyes páros
Ilie Năstase /  Rosie Casals –  Kim Warwick /  Evonne Goolagong, 6–4, 6–4

## Juniorok

### Fiú egyéni
Björn Borg –  Buster Mottram, 6–3, 4–6, 7–5

### Lány egyéni
Ilana Kloss –  Glynis Coles, 6–4, 4–6, 6–4